# Groupe Die Linke au Bundestag
Le groupe de Die Linke au Bundestag (Fraktion Die Linke im Bundestag) est le groupe parlementaire rassemblant les députés fédéraux du parti Die Linke (La Gauche) au Bundestag allemand.
Il est le successeur du groupe du Parti du socialisme démocratique (PDS), existant de 1991 à 2002, et a été formé en 2005.
Ce groupe est le premier depuis 1953 à être constitué de députés ayant des affinités communistes, le PDS, dont sont issus certains parlementaires de Die Linke, résultant de la transformation du Parti socialiste unifié d'Allemagne (SED), l'ancien parti unique de la République démocratique allemande (RDA).
Après avoir été présidé de se fondation jusqu'en 2015 par Gregor Gysi, qui a partagé ce poste avec Oskar Lafontaine de 2005 à 2009, il est co-présidé par Sahra Wagenknecht et Dietmar Bartsch.
À la suite des élections fédérales de 2021, bien que Die Linke n’a pas dépassé le seuil des 5 %, il obtient 39 députés sur 736, grâce à l’obtention de 3 parlementaires élus au scrutin uninominal.
À la suite de la scission de Linke et de la création de BSW par 10 députés dont Sahra Wagenknecht le 6 décembre 2024, le groupe passe sous la barre du nombre minimum de parlementaires nécessaires pour constituer un groupe, c'est-à-dire au moins 5 % des membres du Bundestag soit 37 députés sous la 20ème législature, et est ainsi dissous pour le reste de la législature.

## Historique du groupe
| Législature                 | (Co-)Président                                                                             | Députés                                                                    |
| --------------------------- | ------------------------------------------------------------------------------------------ | -------------------------------------------------------------------------- |
| 12e législature (1991-1994) | Gregor Gysi                                                                                | 17                                                                         |
| 13e législature (1994-1998) | Gregor Gysi                                                                                | 30                                                                         |
| 14e législature (1998-2002) | Gregor Gysi Roland Claus (2000)                                                            | 36                                                                         |
| 15e législature (2002-2005) | Le PDS n’a pas suffisamment de députés pour créer un groupe de 2002 à 2005                 | Le PDS n’a pas suffisamment de députés pour créer un groupe de 2002 à 2005 |
| 16e législature (2005-2009) | Gregor Gysi Oskar Lafontaine                                                               | 54 53 (2006)                                                               |
| 17e législature (2009-2013) | Gregor Gysi                                                                                | 76                                                                         |
| 18e législature (2013-2017) | Gregor Gysi (2013-2015) Sahra Wagenknecht et Dietmar Bartsch (2015-2017)                   | 64                                                                         |
| 19e législature (2017-2021) | Sahra Wagenknecht (2017-2019) Dietmar Bartsch (2017-2021) et Amira Mohamed Ali (2019-2021) | 69                                                                         |
| 20e législature (2021-2025) | Dietmar Bartsch et Amira Mohamed Ali                                                       | 39                                                                         |
| 20e législature (2021-2025) | Die Linke n’a pas suffisamment de députés pour maintenir son groupe de 2023 à 2025         |                                                                            |
| 21e législature (2025-2029) | Heidi Reichinnek Sören Pellmann                                                            | 64                                                                         |